# Bitwa pod Marangą
Bitwa pod Marangą (zwana też bitwą pod Samarrą) – starcie zbrojne, które miało miejsce dnia 22 czerwca 363 r. w trakcie wojen rzymsko-perskich (Kampania perska Juliana Apostaty). 
Po zwycięskiej bitwie pod Ktezyfontem wojska rzymskie pod wodzą Juliana Apostaty skierowały się w głąb państwa perskiego. Persowie zmuszeni zostali do zmiany taktyki i wciągania przeciwnika na swoje terytorium, gdzie toczyli z nim liczne potyczki. Dnia 22 czerwca 363 r. pod wioską Maranga (pomiędzy Ktezyfontem a Samarrą) Rzymianie starli się z wielką armią perską, którą dowodzili synowie króla Szapura II. Wojska rzymskie ustawione zostały w półksiężyc. Julian wydał rozkaz do natychmiastowego ataku, chcąc uniknąć strat zadanych przez łuczników perskich. Po wyparciu łuczników z pola walki, Rzymianie zaatakowali kawalerię przeciwnika, która pozbawiona wsparcia łuczników wycofała się pod osłoną strzał. Rzymianie nie podjęli pościgu, uniemożliwił im to ogromny upał. Straty obu stron nie są znane. Poległo niewielu Rzymian i znaczna liczba Persów. Kilka dni później w trakcie jednej z potyczek śmierć poniósł cesarz Julian. W konsekwencji w lipcu zawarto Persją porozumienie pokojowe korzystne dla Persów.